# تقطير بتأثير الملح
'تقطير بتأثير الملح  (بالإنجليزية: Salt-effect distillation) عي طريقة تقطير استخلاصي حيث يذاب فيها الملح في مخلوط السوائل المراد فصلها . ويعمل الملح على زيادة التطاير النسبي للمخلوط ويكسر خاصيته الأزيوتروبية التي قد تنشأ.

## الجهاز
يُضاف الملح إلى عمود التجزئة بمعدل ثابت عن طريق خلطه بالجزء المقطّر المجهز لإعادة السريان (أي إعادته إلى أعلى عمود التجزئة) . فيذوب في السائل، ونظرا لكونه غير متطاير فهو يتهاوى إلى محتويات قاع العمود الثقيلة. وتُبخر سوائل القاع كلية أو جزئيا لاستعادة الملح واستخدامه مرة ثانية .

## الاستخدام
تعتبر تقنية التقطير الاستخلاص مرتفعة التكلفة عن طرق التقطير المعتادة، حيث تلزم تكلفة إضافية لإعادة وفصل معامل الفصل separating agent . ويتميز التقطير بتأثير الملح عن طرق التقطير الأخرى التي تستعمل لفصل المخلوطات الأزيوتروبية بقلة ثمنها وقلة استهلاك الطاقة . بالإضافة إلى ذلك فإن أيون الملح له تأثير كبير على تطايرية المخلوط المراد تقطيره .

ويشمل استخدام تقنية التقطير بتأثير الملح خلط نترات المغنسيوم إلى محلول مائي من حامض النيتريك بغرض زيادة تركيزه . ويضاف كلوريد الكالسيوم إلى مخلوط الأستون - ميثانول وإلى مخلوط الماء -الإيزوبروبانول لتسهيل عمليات الفصل.

## اقرأ أيضا
- تقطير جزئي
- تقطير النفط
- عمود تجزئة
- تقطير جاف
- معادلة فينسك
- طبق نظري